# Waltham (Lincolnshire)
Pour les articles homonymes, voir Waltham.
Waltham est une paroisse civile et un village du Lincolnshire, en Angleterre.